# 龚焕文
龚焕文（1939年11月—），男，河北保定人，中华人民共和国政治人物，曾任河北省人大常委会副主任，河北省关心下一代工作委员会副主任。